# Euclichthys
Euclichthys (altgr.  εὐκλεής (eukleḗs) „herrlich, ruhmvoll“, ἰχθῦς (ichthys) „Fisch“) ist eine Fischgattung aus der Ordnung der Dorschartigen (Gadiformes). Die drei Arten der Gattung leben südlich, östlich und westlich von Australien, bei Neukaledonien und bei Neuseeland in Tiefen von 220 bis 1040 Metern.

## Merkmale

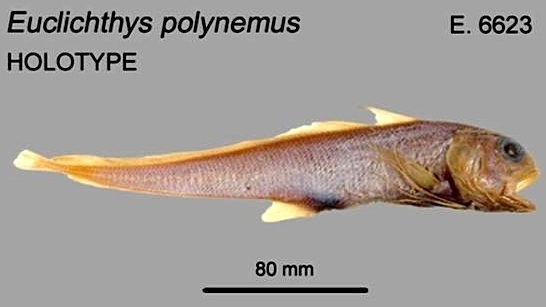
Foto des im Australian Museums aufbewahrten Holotyps von Euclichthys polynemus

Euclichthys-Arten sind mittelgroße (maximale Standardlänge 33,5 cm), dorschartige Fische. Ihr Körper ist langgestreckt, seitlich abgeflacht und verjüngt sich nach hinten. Die Kopflänge liegt bei 18 bis 22 % der Standardlänge. Das Maul ist groß und endständig oder leicht unterständig. Die für viele dorschartige Fische typische Kinnbartel fehlt. Gaumenzähne fehlen. Die Schuppen sind rund, überlappen sich und fallen leicht ab. Die erste Rückenflosse ist hoch, hat einen kurzen Stachel und 11 bis 15 Flossenstrahlen und beginnt direkt hinter dem Kopf. Die zweite Rückenflosse ist lang, mit 67 bis 88 Flossenstrahlen und reicht bis zur Schwanzflosse. Die Afterflosse ist tief eingebuchtet mit einem kurzen aber hohen ersten und einem niedrigeren zweiten Abschnitt. Der zweite Abschnitt ist im vorderen Teil sehr niedrig und hinten höher, hinten aber immer niedriger als die zweite Rückenflosse. Die Afterflosse endet kurz vor dem Ende der Rückenflosse. Die reduzierte, asymmetrische Schwanzflosse ist nicht mit der Afterflosse zusammengewachsen. Die Bauchflossen bestehen aus drei über etwa ein Drittel ihrer Länge zusammengewachsenen, fadenförmigen oberen Flossenstrahlen und drei fadenförmigen, freien unteren Flossenstrahlen. Sie sind kehlständig, ihre Basis liegt vor dem Präoperculum. Der Brustflossenansatz befindet sich relativ weit unten am Körper, dadurch reichen die Kiemenöffnungen weit über den Brustflossenansatz. Die Fische sind hell mit einem mehr oder wenig deutlich abgegrenzten dunklen Leuchtorgan auf der Unterseite von Kopf und Rumpf. Die Flossen sind weitgehend durchscheinend und können dunkle Ränder aufweisen.

## Arten
Die drei Euclichthys-Arten mit ihrer Verbreitung und den meristischen (zählbaren) Bestimmungskriterien:
- Euclichthys polynemus, kommt vor der West- und Südküste Australiens und bei Neuseeland vor.

Flossenformel: Dorsale I/12–14, 70–82; Anale I/84–101; Pectorale 19–20; Caudale 38–45
Kiemenrechen: 6/17–19
Wirbel: 66–69
- Euclichthys microdorsalis, lebt nordöstlich von Australien.

Flossenformel: Dorsale I/11–13, 67–75; Anale I/78–88; Pectorale 21–23; Caudale 30–35
Kiemenrechen: 4–5/12–14
Wirbel: 64–66
- Euclichthys robertsi, kommt östlich von Australien und bei Neukaledonien vor.

Flossenformel: Dorsale I/12–15, 78–88; Anale I/92–102; Pectorale 20; Caudale 37–43
Kiemenrechen: 5–6/15–17
Wirbel: 68–73
Wirtschaftlich haben die Euclichthys-Arten keine Bedeutung.

## Systematik
Euclichthys polynemus, die erste und lange Zeit einzige bekannte Art der Gattung, wurde im Jahr 1926 bei der Auswertung der Fänge eines der Forschung dienenden Trawlers (Fisheries Investigation Ship Endeavour) durch den australischen Ichthyologen Allan Riverstone McCulloch zusammen mit der Gattung Euclichthys erstmals wissenschaftlich beschrieben. McCulloch stellte Euclichthys polynemus in die Familie der Tiefseedorsche (Moridae). Von diesen unterscheidet sich Euclichthys polynemus jedoch durch die asymmetrische After- und Schwanzflosse. Spätere Autoren ordneten die Art den Schwarzdorschen (Melanonidae), den Dorschen (Gadidae) zu, oder klassifizierten die Art als incertae sedis in der Ordnung der Dorschartigen (Gadiformes). Im Jahr 1984 führte der amerikanische Ichthyologe Daniel M. Cohen die monotypische Familie Euclichthyidae für die Gattung ein. Die australischen Ichthyologen Peter R. Last und John J. Pogonoski beschrieben im März 2020 zwei weitere Arten, Euclichthys microdorsalis und Euclichthys robersti. E. microdorsalis hat eine kürzere Rückenflosse, eine längere Schnauze und kleinere Augen als E. polynemus und E. robersti bleibt kleiner als E. polynemus, hat einen kleineren, schlankeren Kopf, kleinere Augen, kleinere Schuppen und eine längere Afterflosse.

## Belege
1. ↑  Last & Pogonoski (2020), Seite 234.
2. ↑  Last & Pogonoski (2020), Seite 237.
3. ↑  Last & Pogonoski (2020), Seite 246.
4. ↑  McCulloch, A. R. 1926. Report on some fishes obtained by the F. I. S. "Endeavour" on the coasts of Queensland, New South Wales, Victoria, Tasmania, South and South-Western Australia. Part V. Biological Results Endeavour v. 5 (pt 4): 157–216, Pls. 43–56.
5. ↑  May, J.L. & Maxwell, J.G.H. (1986) Trawl fish from temperate waters of Australia. CSIRO Division of Fisheries Research, Hobart, 492 pp.
6. ↑  Ayling, T. & Cox, G.J. (1982) Collins guide to the sea fishes of New Zealand. Collins, Auckland, 343 pp.
7. ↑  Fahay, M.P. & Markle, D.F. (1984) Gadiformes: development and relationships. In: Moser, H.G. (Ed.), Ontogeny and systematics of fishes. American Society of Ichthyologists and Herpetologists Special Publication, 1, pp. 265–283.
8. ↑  Cohen, D.M. (1984) Gadiformes: overview. In: Moser, H.G. (Ed.), Ontogeny and systematics of fishes. American Society of Ichthyologists and Herpetologists, Special Publication, 1, pp. 259–265.
9. ↑  Last, P.R. & Pogonoski, J.J. (2020): Revision of the fish family Euclichthyidae (Pisces: Gadiformes) with the description of two new species from the Western Pacific. Zootaxa, 4758 (2): 231–256. DOI: 10.11646/zootaxa.4758.2.2